# Lalla Aisha Mubarka
Lalla Aisha Mubarka, thường được gọi là Zaydana hoặc Zaidana (mất năm 1716), là người phối ngẫu chính của sultan Ismail Ibn Sharif của Morocco (1672-1727). Bà đã được thừa nhận có ảnh hưởng đối với các vấn đề của nhà nước thông qua ảnh hưởng cá nhân của bà đối với người sultan. Một số người châu Âu được cho là đã gọi bà là "Hoàng hậu Morocco".

## Đời sống
Zaydana được mua về hậu cung với tư cách là một phi tần nô lệ từ Mawaly ar-Rashid với giá trị sáu mươi ducats. Theo luật Hồi giáo, người sultan được phép có một hậu cung của các phi tần nô lệ trừ bốn người vợ của ông ta, miễn các phi tần là nô lệ. Tuy nhiên, mặc dù thực tế là các sultan thường chỉ kết hôn với phụ nữ từ các gia đình nổi tiếng như shariffamflower, ông lại kết hôn với Zaydana, người đã cố gắng đạt được một mối quan hệ tình cảm tuyệt vời từ ông ta và do đó bà có được ảnh hưởng đối với người đàn ông quyền lực này. Nữ tu sĩ Dominica người Pháp Dominique Busnot mô tả bà là một người phụ nữ da đen to lớn, cao và mập, bằng cách nào đó đã xoay xở để có được ảnh hưởng như vậy đối với người sultan mà bà có thể thường xuyên đối phó với ông ta như những gìbà muốn. Để giải thích tầm ảnh hưởng của bà, nhiều người Morocco gọi bà là phù thủy.
Zaydana đã dàn dựng những âm mưu để thông qua con trai riêng của mình Mawlay Zaydan (1672-1708) -  được đặt tên theo tên người kế vị trước Mawaly Muhammade al-Alim, con trai của một người phối ngẫu châu Âu, bà Shaw. Bà cho rằng ông đang chuẩn bị một cuộc đảo chính để chinh phục ngai vàng. Mặc dù điều này ban đầu không đúng, nhưng vào năm 1704, ông ta đã bị khiêu khích làm như vậy, sau đó ông ta bị bắt vào tháng 7 năm 1704. Ông ta đã tự tử vào năm 1706 sau khi cha ông ta bị cắt cụt một chân. Zaydana sau đó có con trai riêng thay thế ông làm thống đốc. Tuy nhiên, vào tháng 10 năm 1708, con trai bà đã bị sát hại bởi các phi tần của mình tại Taroudannt. Zaydan được cho là một người say rượu. Có ý kiến cho rằng hai người phụ nữ bị buộc tội giết người đã tuân theo mệnh lệnh của sultan, người không dám nói với Zaydana, người đã xử tử hai người phụ nữ. Zaydan được chôn cất trong Lăng Mulay Muhammad al-Alam tại Meknes.
Zaydana mất năm 1716. Một số người châu Âu được cho là đã gọi bà là "Hoàng hậu của Morocco". Một báo cáo khác được thực hiện bởi một người Tây Ban Nha tên là Joseph de Leon cho rằng Ismail Ibn Sharif đã bị bóp nghẹt bởi người vợ lẽ "Zaydana". Tuy nhiên Ismail Ibn Sharif đã sống hơn một thập kỷ sau khi Zaydana qua đời.